# Света Параскева (Борботско)
Вижте пояснителната страница за други значения на Света Параскева.
„Света Параскева“ (на гръцки: Ἱερός Ναός Ἁγίας Παρασκευῆς) е православна църква в костурското село Борботско (Ептахори), Егейска Македония, Гърция. Храмът е седалище на Борботското архиерейско наместничество на Костурската епархия.

## Местоположение
Църквата е разположена в центъра на селото.

## История
Изградена е върху по-ранен храм, вероятно от XVII век, който с течение на времето се разрушава. През 1914 година инженерът от Борботско решава да възстанови църквата на същото място и предлага 1000 лири, спечелени от построяването на понтонен мост на Вардар в 1912 година. Изграждането на храма е финансирано и от борботски емигранти в Америка, които събират пари още от 1900 година. Църквата е изписана за две години в началото на 70-те години на XX век от двама монаси от Света гора. Двете оригинални камбанарии са заменени след средата на 50-те години. В 1955 година е поставен часовникът.
Църквата е използвана и като училище, когато сградата на основното училище пострадва през войните. В притвора са се провеждали селските събрания. В 1940 година храмът е използван като склад за оръжие и боеприпаси.
- Икони от храма
- „Света Богородица Врефократуса“, XVIII век
- „Успение Богородично“, XIX век
- „Архангел“, XIX век
- „Свети Йоан Предтеча“, XIX век
- „Иисус Христос“, XIX век